# Franz Gustav Kollmann
Franz Gustav Kollmann (* 15. August 1934 in Füssen) ist ein deutscher Maschinenbau-Ingenieur. Er war Professor an der Technischen Hochschule Darmstadt.

## Familie
Franz Gustav Kollmann ist ein Urenkel des Malers Sándor Wagner. Seine Mutter, Otti geb. Schoch († 1994), war die Enkelin von Wagners Tochter Pauline. Sein Vater war ein auf Holztechnologie spezialisierter Ingenieur aus München. Franz Gustav Kollmann hat zwei jüngere Schwestern.

## Werdegang
Franz Gustav Kollmann studierte ab 1956 Maschinenbau an der Technischen Hochschule München, an der er 1961 promoviert wurde (Experimentelle und theoretische Untersuchungen über die kritischen Drehzahlen flüssigkeitsgefüllter Hohlkörper). Schon vorher war er ab 1960 in der Industrie tätig, in der er bis 1975 verschiedene Leitungspositionen innehatte. Ab 1976 war er Professor für Maschinenelemente an der TU Braunschweig und ab 1982 Professor für Maschinenelemente und Maschinenakustik an der TH Darmstadt. 2000 emeritierte er. Er war 1985 Gastprofessor an der Cornell University.
Nach seiner Emeritierung war Kollmann unter anderem an der Digitalen Edition der Werke von Robert Musil beteiligt und veröffentlichte auch über Musil und dessen mathematische Arbeiten. Er ist Experte auf dem Gebiet der Maschinenakustik und beschäftigte sich unter anderem mit der numerischen Simulation des inelastischen Verhaltens metallischer Werkstoffe. Er ist seit 1991 Mitglied der Akademie der Wissenschaften und der Literatur Mainz und ab 1994 Ehrendoktor der TU Chemnitz. Er ist ebenfalls Mitglied der Deutschen Akademie der Technikwissenschaften (acatech).

## Schriften
- Welle-Nabe-Verbindungen. Gestaltung, Auslegung, Auswahl. Springer, Berlin – Heidelberg – New York – Tokyo 1984 (Konstruktionsbücher, Band 32) ISBN 3-540-12215-X / ISBN 0-387-12215-X.
- Modellierung des inelastischen Verhaltens metallischer Werkstoffe. Steiner, Stuttgart 2001 (Akademie der Wissenschaften und der Literatur Mainz, Abhandlungen der mathematisch-naturwissenschaftlichen Klasse, Jahrgang 2001) ISBN 3-515-08063-5.
- Herausgeber: Weitab vom Hookeschen Gesetz. Moderne Ansätze und Ingenieurpraxis großer inelastischer Deformationen metallischer Werkstoffe. Steiner, Stuttgart 2005 (Akademie der Wissenschaften und der Literatur Mainz, Abhandlungen der mathematisch-naturwissenschaftlichen Klasse, Jahrgang 2005, Nr. 4) ISBN 3-515-08796-6.
- mit Roland Angert, Thomas F. Schösser: Praktische Maschinenakustik. Springer, Berlin – Heidelberg – New York 2006, ISBN 3-540-20094-0.
- Robert Musil und die Mathematik. Steiner, Stuttgart 2007 (Akademie der Wissenschaften und der Literatur Mainz, Abhandlungen der mathematisch-naturwissenschaftlichen Klasse, Jahrgang 2007, Nr. 1) ISBN 978-3-515-09128-2.